# 笹川阳平
笹川阳平（1939年1月8日—），笹川良一（嫌疑日本戰犯、極右派政治家、慈善家和日本船舶振兴会的初代会长 ）的三子。日本财团（财团法人日本船舶振兴会）会长、世界卫生组织根除麻风病特别大使、日本外务大臣任命麻风病人权启蒙大使、笹川和平基金會名譽會長。毕业于明治大学政治经济系，为日本财团（日本最大的财团法人）的代表，是现代日本民间公益活动的领军人物。

## 活动概要
笹川阳平曾任全国赛艇会联合会（赛艇事业的运营团体）会长、财团法人日本造船振兴财团（现海洋政策研究财团）理事长等职，并于1989年就任日本财团理事长，2005年7月继曾野绫子会长之后接任日本财团会长。
笹川阳平作为博闻多识的社会活动家而知名，他策划和领导世界规模的重大项目的能力在国际上得到高度评价。代表性的项目有：
- 切尔诺贝利核电站事故发生后连续10年对20万受害儿童进行体检;
- 创设由利用者负担的马六甲海峡航行支援制度;
- 与美国前总统卡特、诺贝尔和平奖获得者布劳格博士一起，连续20年推进非洲粮食增产运动;
- 利用世界69所大学的奖学金网培养下一代精英人才;
- 创设招聘2000名中国医生赴日研修的笹川医学奖学金制度;
- 开发终年通航的北极海航航道

作为海外支援活动的重点项目，他倡导在人类生存所必不可少的“确保粮食”、“充实医疗”和发展“教育”三个领域开展工作，在日本国内的支援活动中，他主张把工作重点放在行政机关顾及不到的领域，诸如NGO·志愿者培训，加强对残疾人和老年人的福利服务，在全国配备2万多台福利车辆等。
笹川阳平认为，对公益事业的支援不单单是提供资金，而奔赴现场实际参与和确认活动成果也是不可缺少的环节。基于这一信念，他总是亲临公益活动的第一线展开活动。
笹川阳平与海内外的政界、学术界和民间各阶层均有着广泛的人际关系。他与捷克的哈维尔总统一起组织实施了持续了11年的2000论坛。该论坛汇聚了世界各国有识之士和名人，对国际时事问题等展开讨论，并通过结合这些人脉关系，拓展了革新性的项目。在日本国内也开展了许多跨越领域的项目，诸如海盗对策，公开展览北朝鮮谍报船，培养临终关怀护士，构筑对犯罪受害者的支援网络等。2007年他为海洋基本法的制定而奔走呼吁，是促成东京马拉松大会的核心人物。在他的斡旋下，许多靠个人的力量难以办到的事，由于有了众人的齐心协力而变成了现实。

### 根除麻风病的活动
笹川阳平把根除麻风病的活动作为他个人毕生的事业。其父亲笹川良一也对根除麻风病工作倾注了大量心血，1965年随父亲访问韩国的麻风病疗养院时，笹川阳平亲眼目睹了对麻风病人和治愈者的歧视，受到很大的震撼。他认识到必须采取行动消灭麻风病，并开始了开始了相关活动。
“麻风病是能够治愈的”，笹川阳平努力传播普及对麻风病的正确医学知识，在麻风病蔓延的国家积极与麻风病人、治愈者、政府领导人以及新闻媒体等进行对话。2001年5月起任世界卫生组织根除麻风病特别大使。
90年代，笹川阳平致力于使用药剂治疗麻风病的新药MDT的普及工作，为世界麻风病人数的大量减少做出了贡献。然而，麻风病人即使病情治愈后也会在就业和子女教育问题上受到歧视，针对社会上的种种偏见和歧视，笹川阳平提出麻风病不仅是医疗问题，还应作为一个综合性的涉及基本人权的社会问题加以解决。2003年7月笹川阳平访问了联合国人权事务高级专员办公室，首次要求在联合国人权委员会（现联合国人权理事会）上讨论该问题。他还在2004年3月联合国人权委员会全体会议上强调了解决对麻风病人歧视问题的紧迫性，由此，增进和保护人权分会于同年8月为了将麻风病和歧视问题正式列入人权问题而进行了调查，并于2005年8月和2006年8月两次在该分会上一致通过了提请各国政府及联合国有关机构为改变现状作出努力的决议。以此为背景，在2008年6月召开的联合国人权理事会上，全体与会成员国一致通过了日本政府与58个国家联合提出的杜绝对麻风病患者治愈者及其家属的歧视的决议案。在印度，笹川阳平为了促使麻风病治愈者及其家属能够自食其力，于2007年创建了“笹川印度麻风病财团”。该财团还在印度工商界开展集资活动。
由于对全球范围根除麻风病事业做出的杰出贡献，笹川阳平2004年荣获读卖新闻社颁发的“读卖国际合作奖”，2007年荣获印度的“国际甘地奖”。他还被日本政府任命为麻风病人权启蒙大使，作为日本国的代表，在根除麻风病以及相关的人权外交活动中发挥着积极的作用。

### 海洋问题
笹川阳平十分关注海洋问题。为确保世界船舶通航量最大的马六甲海峡的安全，他倡议用设置新基金的方法解决通航费的负担问题。他强调传统的“免费利用海洋”的想法是以国际法的无害同行权为基础的，但已经不符合时代的要求。鉴于今天的国际形势，海洋通航费应由利用者分担。在倡导这一概念的同时，他也在为改变传统观念而开展具体活动。另外他还提出了“从被海洋保护的日本走向保护海洋的日本”的口号，并为实现这一目标积极推动包括制定海洋基本法在内的各项活动，以探索解决海洋问题的新途径。
笹川呼吁在推进公益事业过程中公开信息的重要性，并带头在博客（日本财团会长笹川阳平博客）中公开自己每天的行动和对一些问题的思考。另外，为了形成人人参加公益活动的社会环境，他开设了呼吁企业作为CSR(企业的社会责任)活动直接参与社会活动的网站（CANPAN CSR Plus），并阐述了今后的社会应该是由国家与自治体、NPO、企业的CSR活动形成的三位一体的社会。
现在，笹川阳平定期在产经新闻的“正论”栏目发表评论，并为富士产经商务眼报撰写随笔。

## 荣誉

### 日本勋章奖章
- 旭日大绶章（2019年5月21日公布[2]）

### 外国勋章奖章
- 芬兰白玫瑰指挥官勋章（芬兰，2010年2月15日于东京颁发[3]）
- 白隼佩星大骑士十字勋章（英语：Order of the Falcon）（冰岛，2010年3月26日[4]）
- 北极星一等指挥官勋章（英语：Order of the Polar Star）（瑞典，2010年7月1日于东京颁发[5]）
- 功绩指挥官勋章（挪威，2010年9月6日颁发[6]）
- 友谊勋章（越南，2013年1月28日于河内颁发[7]）
- 功绩金奖章（塞尔维亚，2013年2月12日批准，2013年10月8日于东京颁发[8]）
- 国家功绩大军官勋章（厄瓜多尔，2021年2月23日批准，2021年3月29日于东京颁发[9][10]）